# Corsept
Corsept es una población y comuna francesa, situada en la región de Países del Loira, departamento de Loira Atlántico, en el distrito de Saint-Nazaire y cantón de Paimbœuf.
Su población en el censo de 2017 era de 2 667 habitantes.

## Demografía
| 810 | 807 | 951 | 1351 | 1633 | 1959 | 2562 | 2721 | 2667 |
| Para los censos de 1962 a 1999 la población legal corresponde a la población sin duplicidades (Fuente: INSEE [Consultar]) |     |     |      |      |      |      |      |      |